# Meljaðrafjall
Meljaðrafjall är ett berg i republiken Island. Det ligger i regionen Austurland, 300 km öster om huvudstaden Reykjavík. Toppen på Meljaðrafjall är 705 meter över havet, eller 68 meter över den omgivande terrängen. Bredden vid basen är 7,6 km.
Trakten runt Meljaðrafjall är nära nog obefolkad, med mindre än två invånare per kvadratkilometer. Det finns inga samhällen i närheten. Trakten runt Meljaðrafjall består i huvudsak av gräsmarker.